# Bazylika mniejsza
Bazylika mniejsza (łac. basilica minor) – tytuł honorowy, nadawany przez papieża lub w drodze prawa zwyczajowego, który otrzymują kościoły wyróżniające się wartością zabytkową, liturgiczną, pielgrzymkową i duszpasterską.
Po raz pierwszy nadał go papież Pius VI w 1783 kościołowi św. Mikołaja w Tolentino. Od 1836 przysługuje on również kościołom kolegiackim (co było związane z przeniesieniem przez Kongregację Obrzędów przywilejów kościołów kolegiackich na bazyliki mniejsze oraz z ustaleniem przez kongregację warunków spełnianych przez kościół dla otrzymania tego tytułu).
Posiadają go obecnie znaczniejsze kościoły katedralne, kolegiackie i klasztorne, a także znane sanktuaria maryjne, m.in. Jasna Góra, Altötting, Fátima, Kevelaer, Lourdes, Mariazell, Ottobeuren, Werl, Bardo, Gidle, Dębowiec, Tuchów, Krzeszów, Wambierzyce, Kalwaria Zebrzydowska, Kalwaria Pacławska.
Przywilejem bazylik jest uzyskanie odpustu zupełnego w czasie ich nawiedzenia w następujące dni: uroczystość Apostołów Piotra i Pawła (29 czerwca), święto tytułu, święto „Porcjunkuli” (2 sierpnia) i jeden raz w ciągu roku w dniu określonym według uznania, pod zwykłymi warunkami: odbycia spowiedzi sakramentalnej, przyjęcia komunii świętej, odmówienia modlitwy w intencjach wyznaczonych przez papieża.

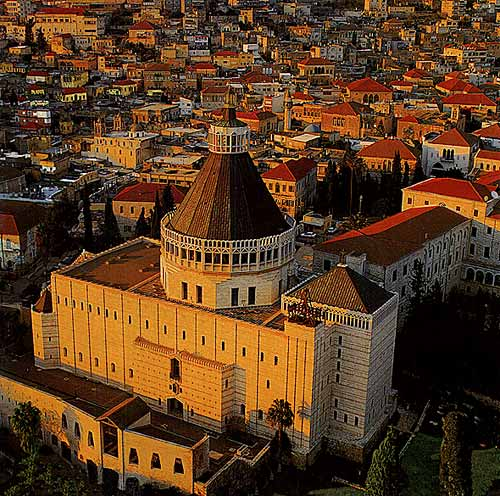
Bazylika Zwiastowania w Nazarecie

Bazylika mniejsza musi spełniać następujące warunki:
- kościół otwarty przez cały dzień,
- miejsce otrzymywania szczególnych łask za przyczyną patrona lub patronki kościoła (m.in. uzdrowienia, łaski, nawrócenia itp.),
- wartość zabytkowa,
- miejsce szczególnego kultu i pielgrzymowania
- walory duszpasterskie (wieczysta Adoracja Najświętszego Sakramentu, całodzienna spowiedź, duża częstotliwość odprawianych mszy świętych i nabożeństw),
- stali przewodnicy oprowadzający po danym kościele.

Tytuł nadawany jest zazwyczaj przez papieża w porozumieniu z watykańską Kongregacją ds. Kultu Bożego, co poprzedza procedura prawno-urzędowa przeprowadzana w episkopacie danego kraju.
Decyzję o rozpoczęciu procesu przyznania kościołowi tego tytułu podejmuje biskup danej diecezji.

## Bazyliki mniejsze w Polsce

### Archikatedry
| Zdjęcie | Nazwa                                                            | Data nadania tytułu | Diecezja                            |
| ------- | ---------------------------------------------------------------- | ------------------- | ----------------------------------- |
|         | Bazylika archikatedralna św. Stanisława i św. Wacława w Krakowie | XVIII w.            | archidiecezja krakowska             |
|         | Bazylika archikatedralna w Gnieźnie                              | 1931                | archidiecezja gnieźnieńska          |
|         | Bazylika archikatedralna w Przemyślu                             | 1960                | archidiecezja przemyska             |
|         | Bazylika archikatedralna w Warszawie                             | 1961                | archidiecezja warszawska            |
|         | Bazylika archikatedralna w Częstochowie                          | 1962                | archidiecezja częstochowska         |
|         | Bazylika archikatedralna w Poznaniu                              | 1962                | archidiecezja poznańska             |
|         | Bazylika archikatedralna we Fromborku                            | 1965                | archidiecezja warmińska             |
|         | Bazylika archikatedralna w Gdańsku-Oliwie                        | 1976                | archidiecezja gdańska               |
|         | Bazylika archikatedralna w Szczecinie                            | 1983                | archidiecezja szczecińsko-kamieńska |
|         | Bazylika archikatedralna w Białymstoku                           | 1985                | archidiecezja białostocka           |
|         | Bazylika archikatedralna w Łodzi                                 | 1989                | archidiecezja łódzka                |

### Katedry

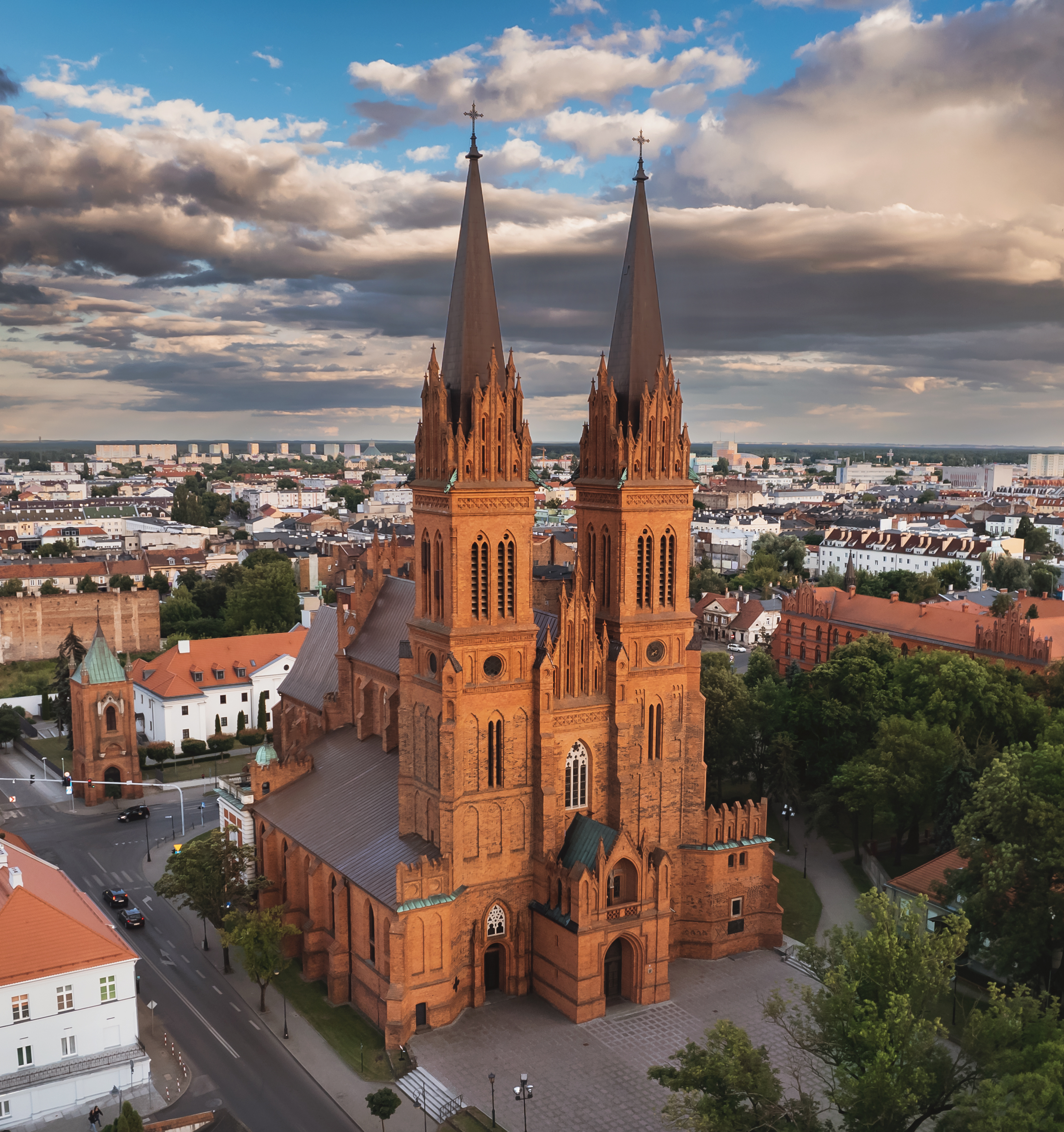
Bazylika katedralna we Włocławku

1. Bazylika katedralna we Włocławku, 1907 (diecezja włocławska)
2. Bazylika katedralna w Płocku, 1910 (diecezja płocka)
3. Bazylika katedralna w Toruniu, 1935 (diecezja toruńska)
4. Bazylika katedralna w Sandomierzu, 1960 (diecezja sandomierska)
5. Bazylika katedralna w Pelplinie, 1965 (diecezja pelplińska)
6. Bazylika katedralna w Kielcach, 1970 (diecezja kielecka)
7. Bazylika katedralna w Tarnowie, 1972 (diecezja tarnowska)
8. Bazylika katedralna w Warszawie-Pradze, 1997 (diecezja warszawsko-praska)
9. Bazylika katedralna w Łowiczu, 1999 (diecezja łowicka)
10. Bazylika katedralna w Sosnowcu, 1999 (diecezja sosnowiecka)

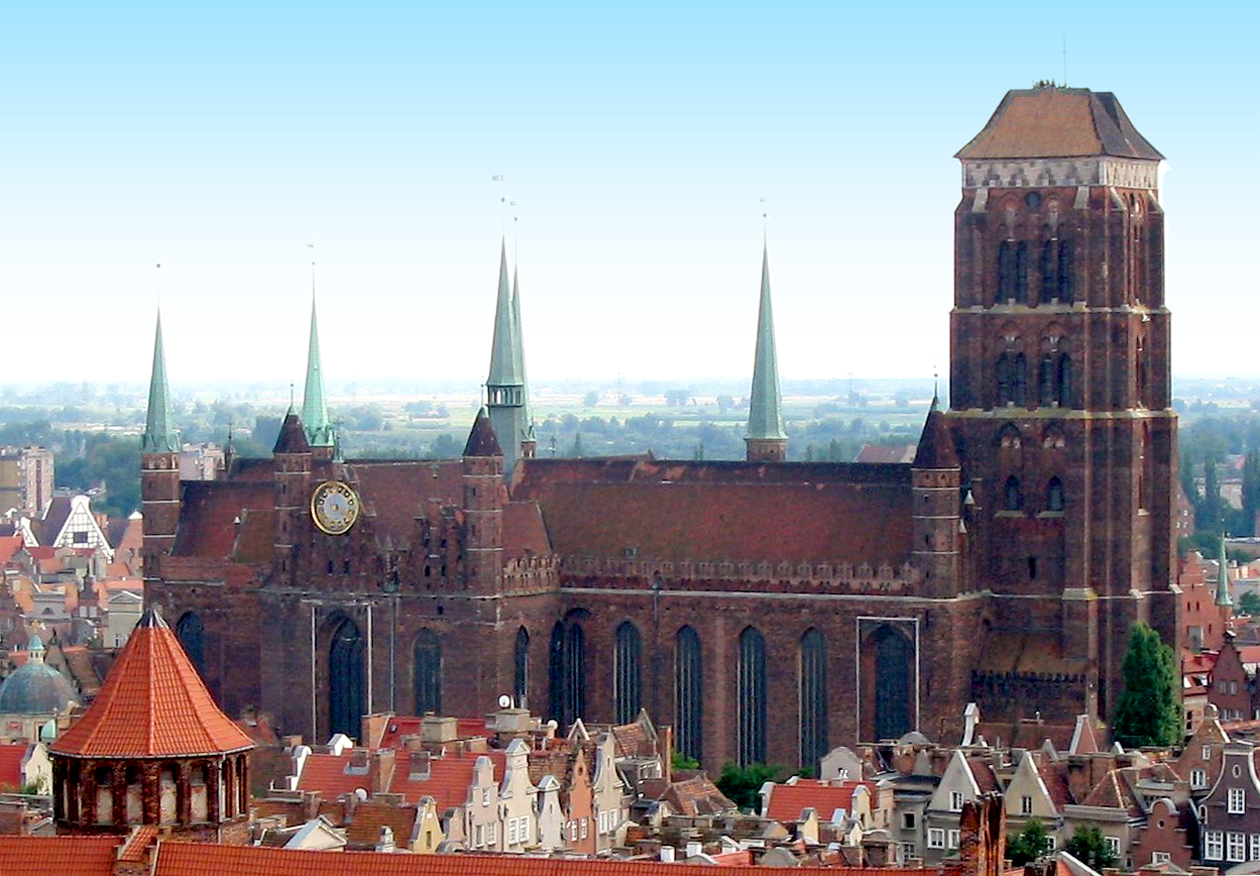
Bazylika mariacka w Gdańsku

### Konkatedry
1. Bazylika konkatedralna w Gdańsku, 1965 (archidiecezja gdańska)
2. Bazylika konkatedralna w Chełmży, 1982 (diecezja toruńska)
3. Bazylika konkatedralna w Kołobrzegu, 1986 (diecezja koszalińsko-kołobrzeska)
4. Bazylika konkatedralna w Stalowej Woli, 1998 (diecezja sandomierska)
5. Bazylika konkatedralna w Olsztynie, 2004 (archidiecezja warmińska)

### Kolegiaty

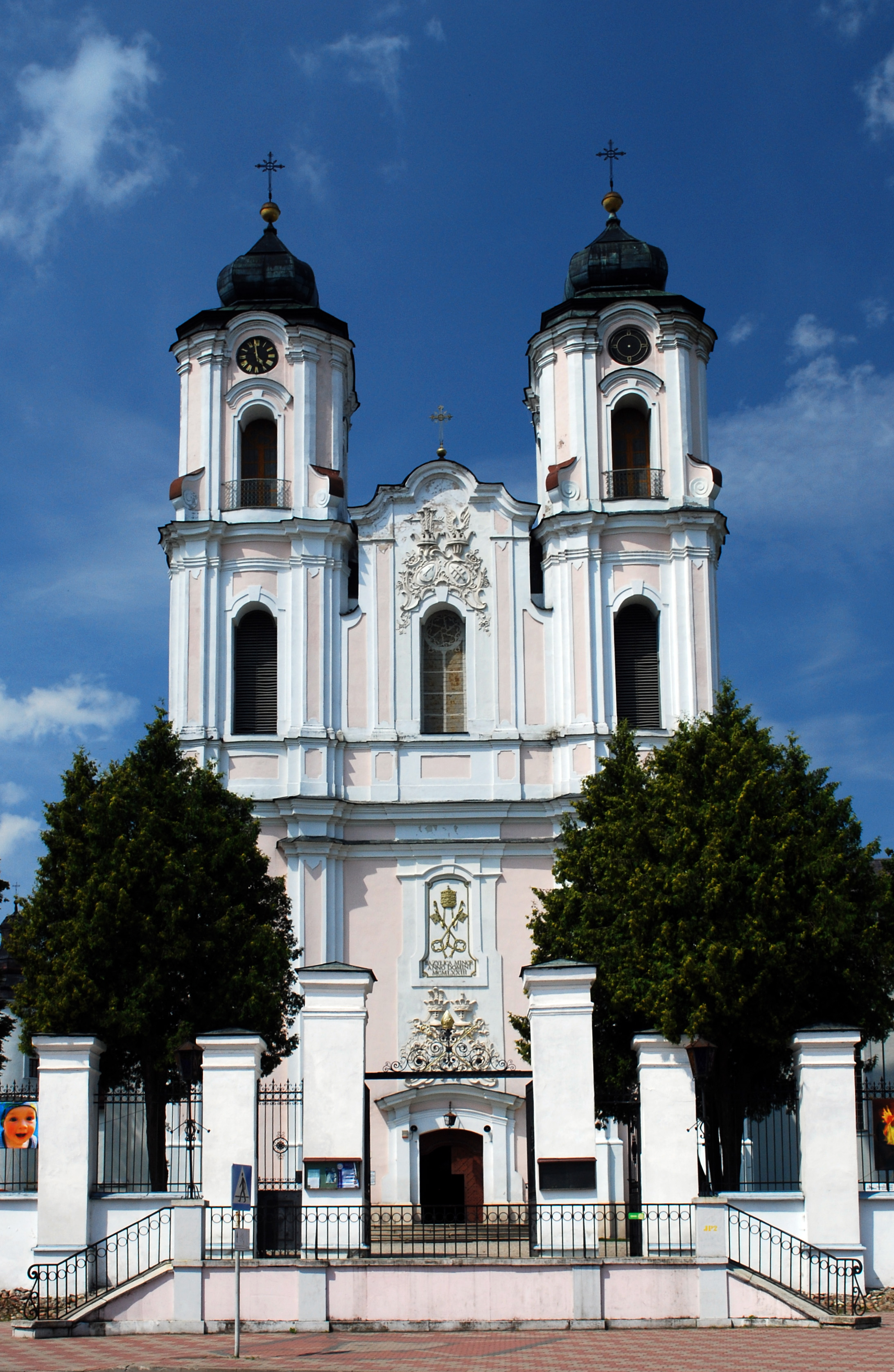
Bazylika w Sejnach

1. Bazylika kolegiacka w Kruszwicy, 1970 (archidiecezja gnieźnieńska)
2. Bazylika kolegiacka w Nowym Mieście Lubawskim (diecezja toruńska), 1971
3. Bazylika kolegiacka w Sejnach (diecezja ełcka), 1973
4. Bazylika kolegiacka w Pułtusku, 1975 (diecezja płocka)
5. Bazylika kolegiacka w Kaliszu, 1978 (diecezja kaliska)
6. Bazylika kolegiacka w Przeworsku, 1982 (archidiecezja przemyska)
7. Bazylika kolegiacka w Chełmie (archidiecezja lubelska), 1988
8. Bazylika kolegiacka w Dobrym Mieście, 1989 (archidiecezja warmińska)
9. Bazylika kolegiacka w Parczewie (diecezja siedlecka), 1989
10. Bazylika kolegiacka w Limanowej (sanktuarium) 1991 (diecezja tarnowska)
11. Bazylika kolegiacka w Nowym Sączu, 1992 (diecezja tarnowska)
12. Bazylika kolegiacka w Miechowie (diecezja kielecka), 1996
13. Bazylika kolegiacka w Bochni, 1997 (diecezja tarnowska)
14. Bazylika kolegiacka w Węgrowie, 1997 (diecezja drohiczyńska)
15. Bazylika kolegiacka w Krośnie (archidiecezja przemyska) 1998
16. Bazylika kolegiacka w Kętrzynie, 1999 (archidiecezja warmińska)
17. Bazylika kolegiacka w Krakowie-Kleparzu, 1999 (archidiecezja krakowska)
18. Bazylika kolegiacka w Olkuszu (diecezja sosnowiecka), 2002
19. Bazylika kolegiacka w Strzegomiu, 2002 (diecezja świdnicka)
20. Bazylika kolegiacka w Wiślicy, 2005 (diecezja kielecka)
21. Bazylika kolegiacka w Mielcu, 2006 (diecezja tarnowska)
22. Bazylika kolegiacka w Zawierciu, 2009 (archidiecezja częstochowska)
23. Bazylika kolegiacka w Poznaniu, 2010 (archidiecezja poznańska)
24. Bazylika kolegiacka w Grudziądzu, 2010 (diecezja toruńska)
25. Bazylika kolegiacka w Koronowie, 2011 (diecezja pelplińska)
26. Bazylika kolegiacka w Lesznie, 2013 (archidiecezja poznańska)
27. Bazylika kolegiacka w Myszyńcu, 2013 (diecezja łomżyńska)
28. Bazylika kolegiacka w Szamotułach, 2014 (archidiecezja poznańska)
29. Bazylika kolegiacka Przemienienia Pańskiego w Brzozowie, 2017 (archidiecezja przemyska)
30. Bazylika kolegiacka w Sieradzu, 2018 (diecezja włocławska)
31. Bazylika kolegiacka Świętej Trójcy w Janowie Podlaskim, 2018 (diecezja siedlecka)
32. Bazylika kolegiacka w Gdyni, 2019 (archidiecezja gdańska)
33. Bazylika Kolegiacka w Środzie Wielkopolskiej, 2021, (archidiecezja poznańska)[2]
34. Bazylika kolegiacka Wniebowzięcia NMP w Uniejowie, 2025 (diecezja włocławska)[3]

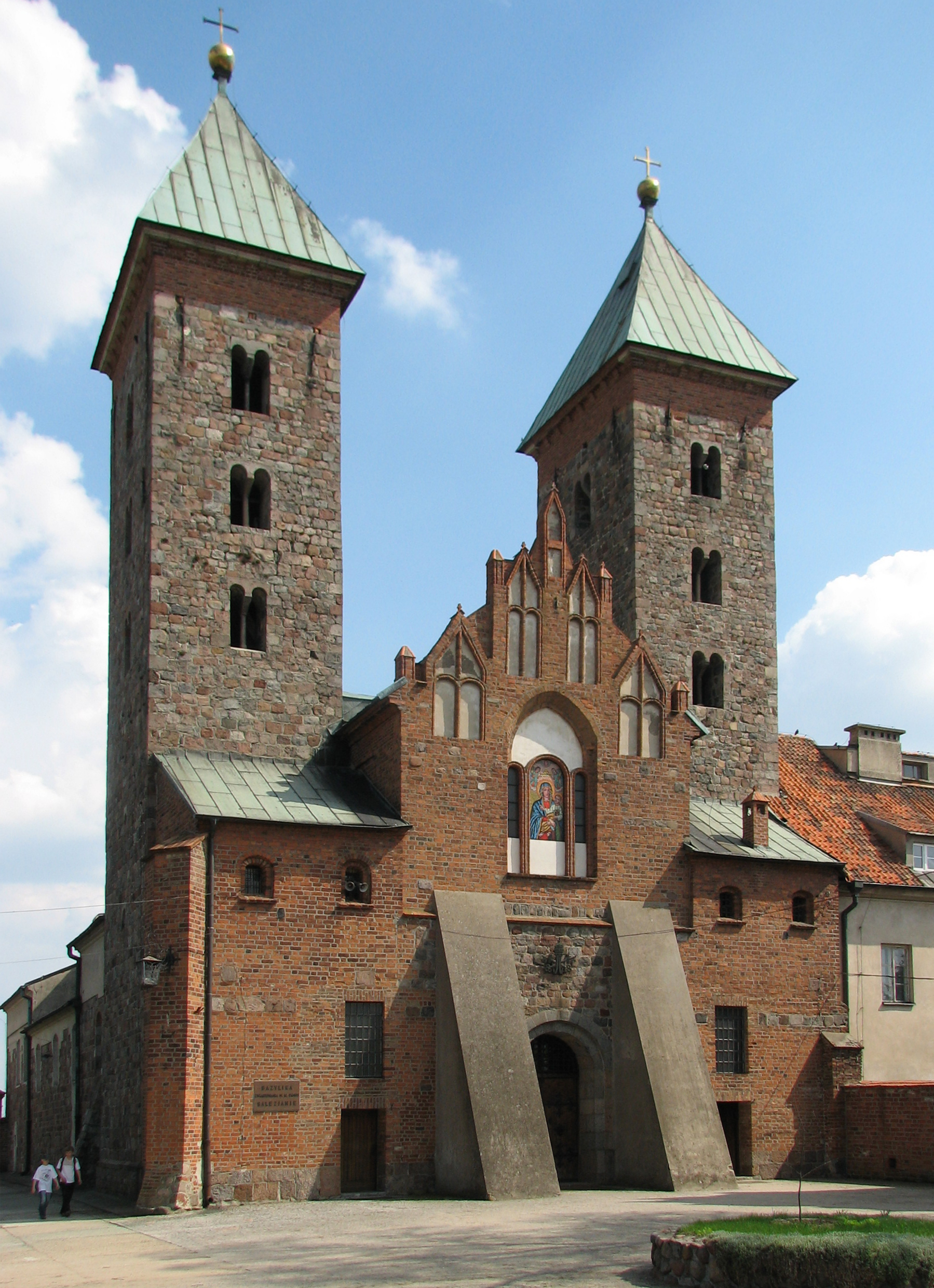
Bazylika w Czerwińsku

### Pozostałe bazyliki mniejsze

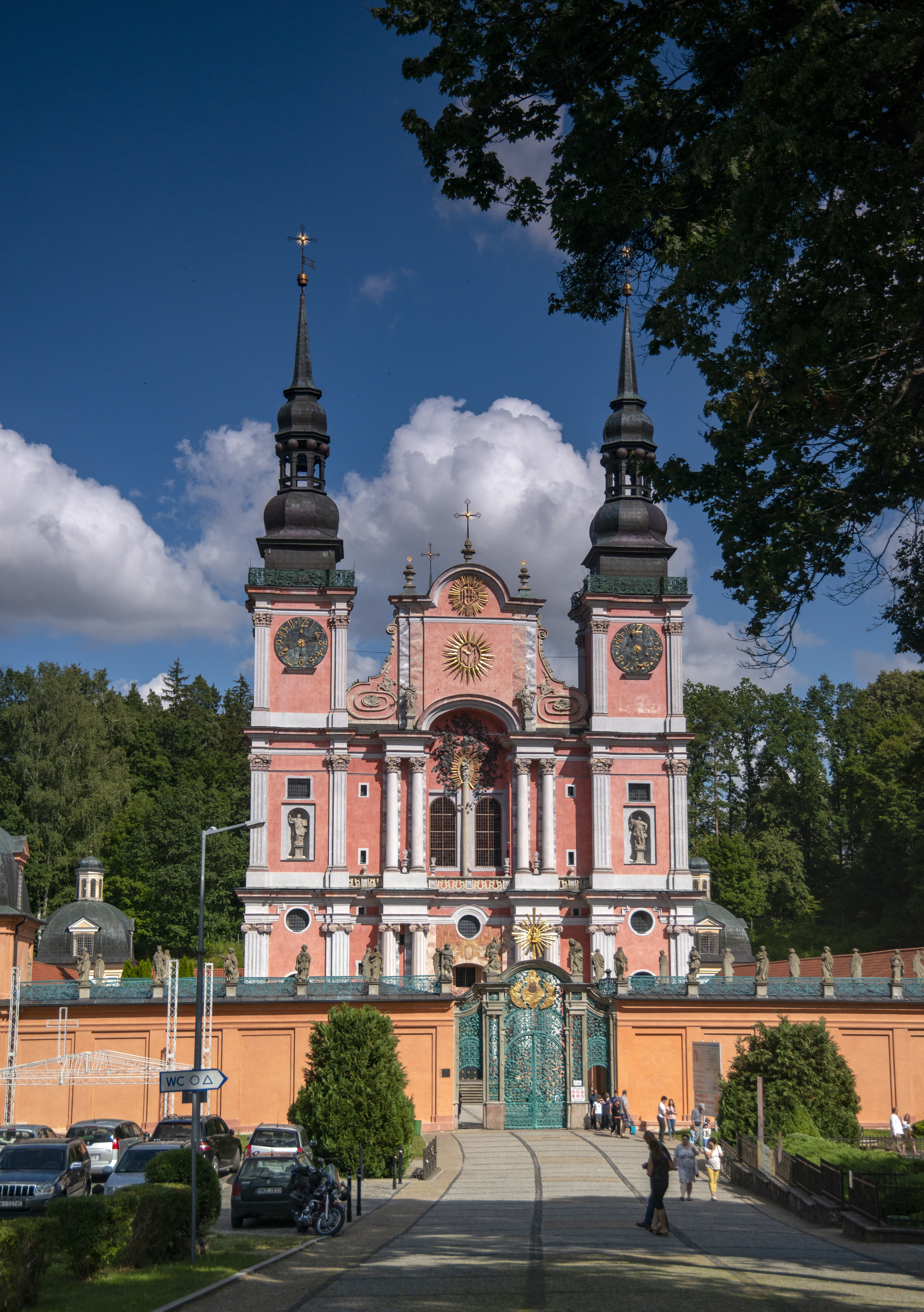
Bazylika w Świętej Lipce

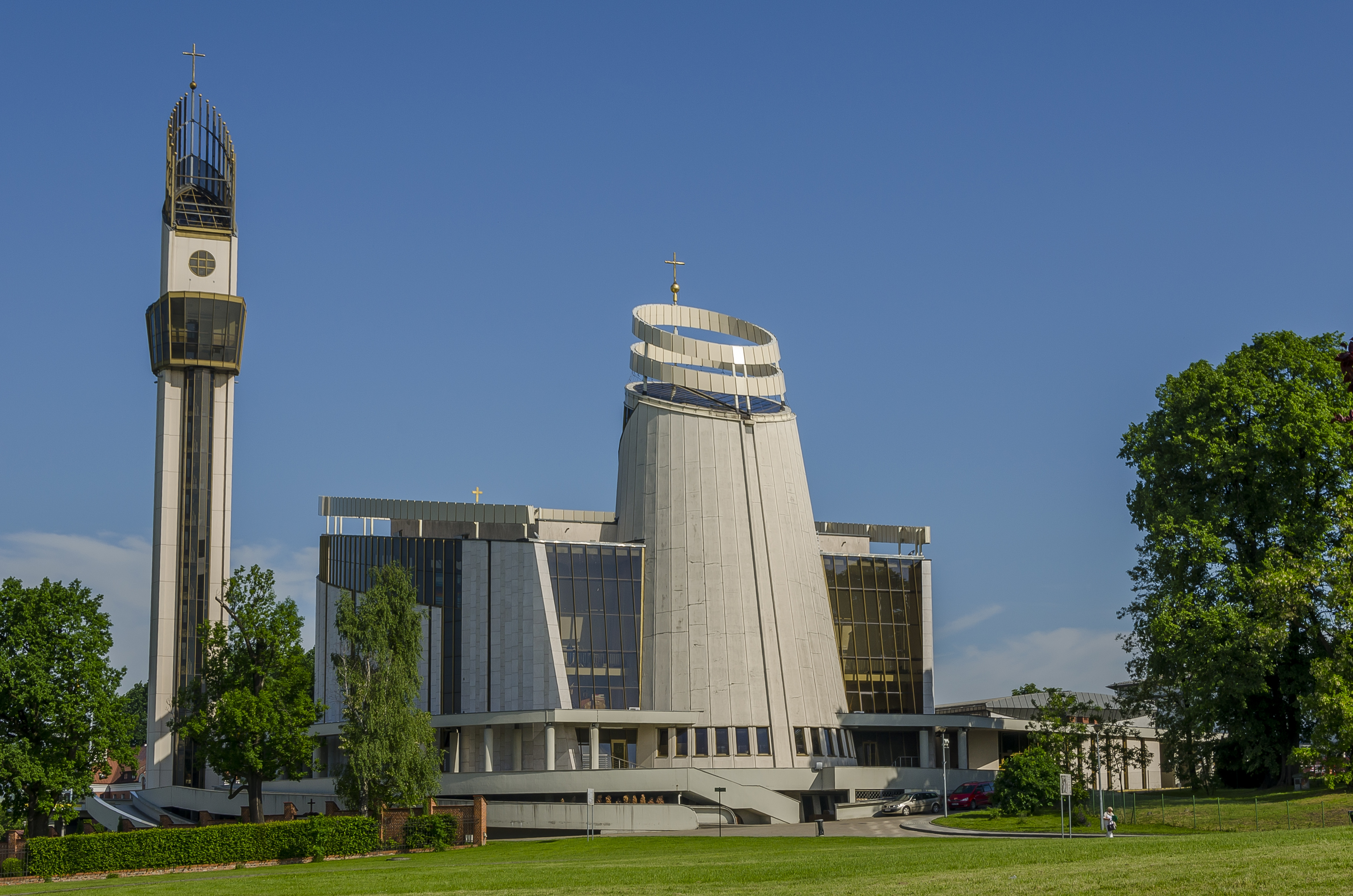
Bazylika – Sanktuarium Bożego Miłosierdzia w Krakowie

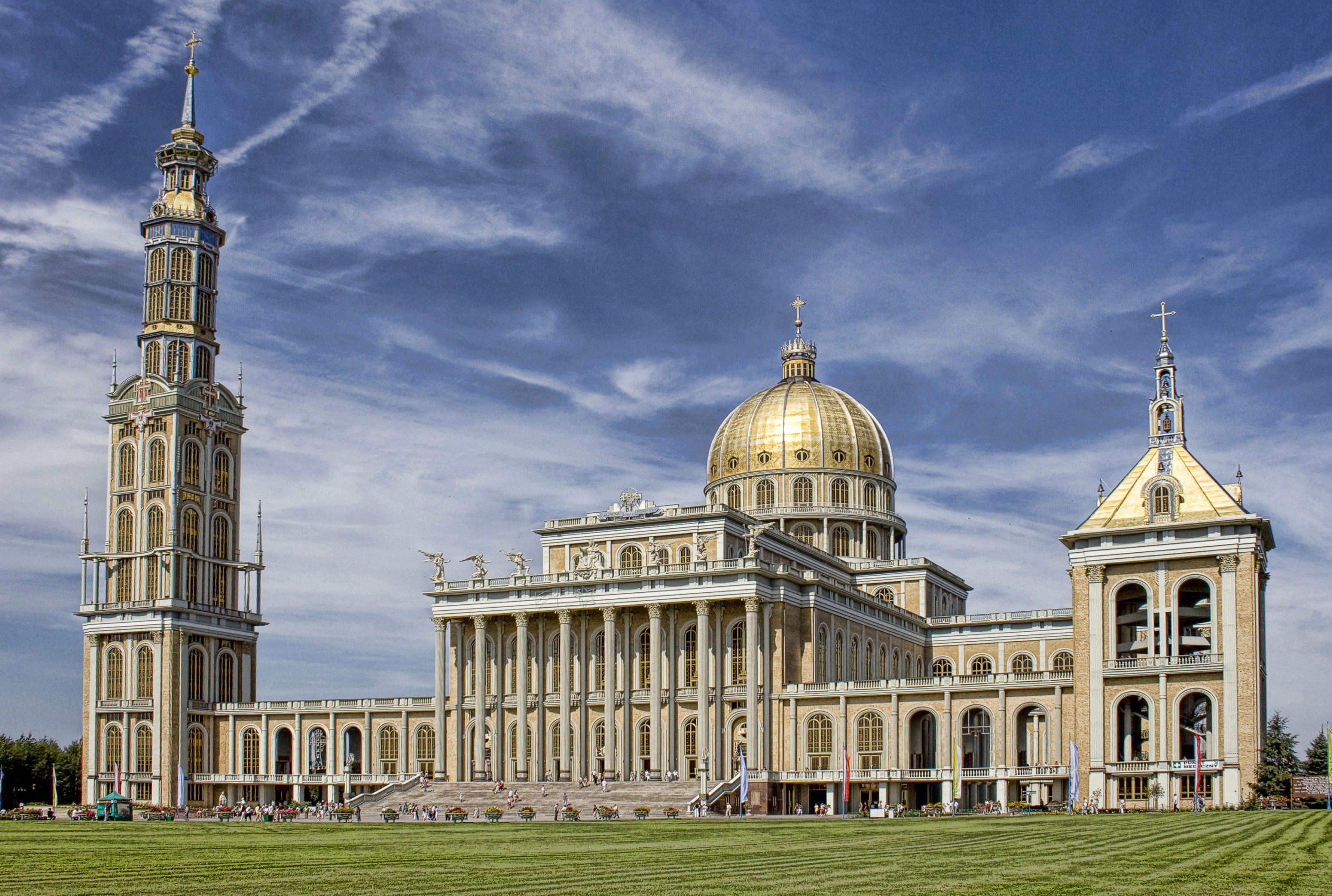
Bazylika w Licheniu

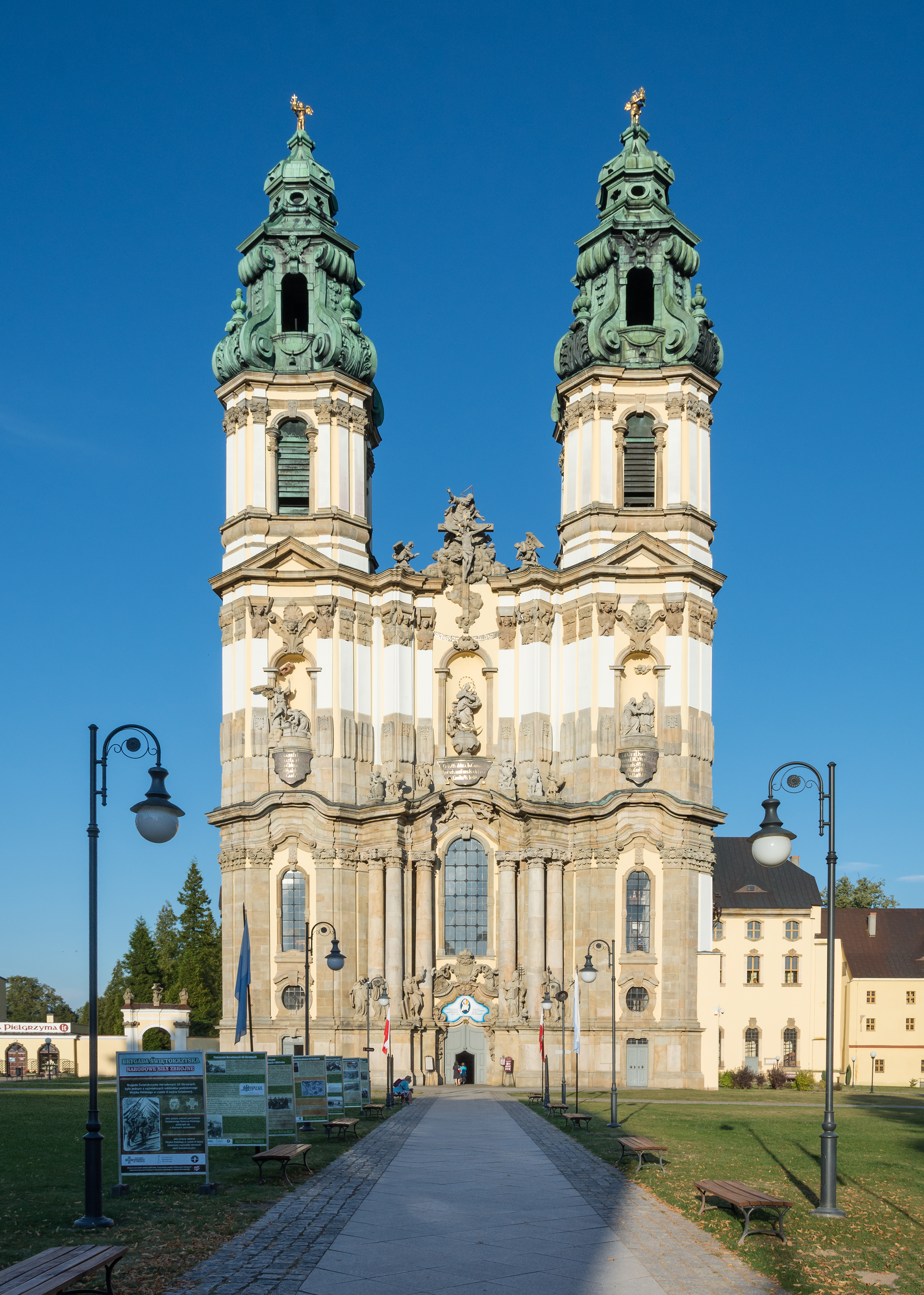
Wieże bazyliki w Krzeszowie

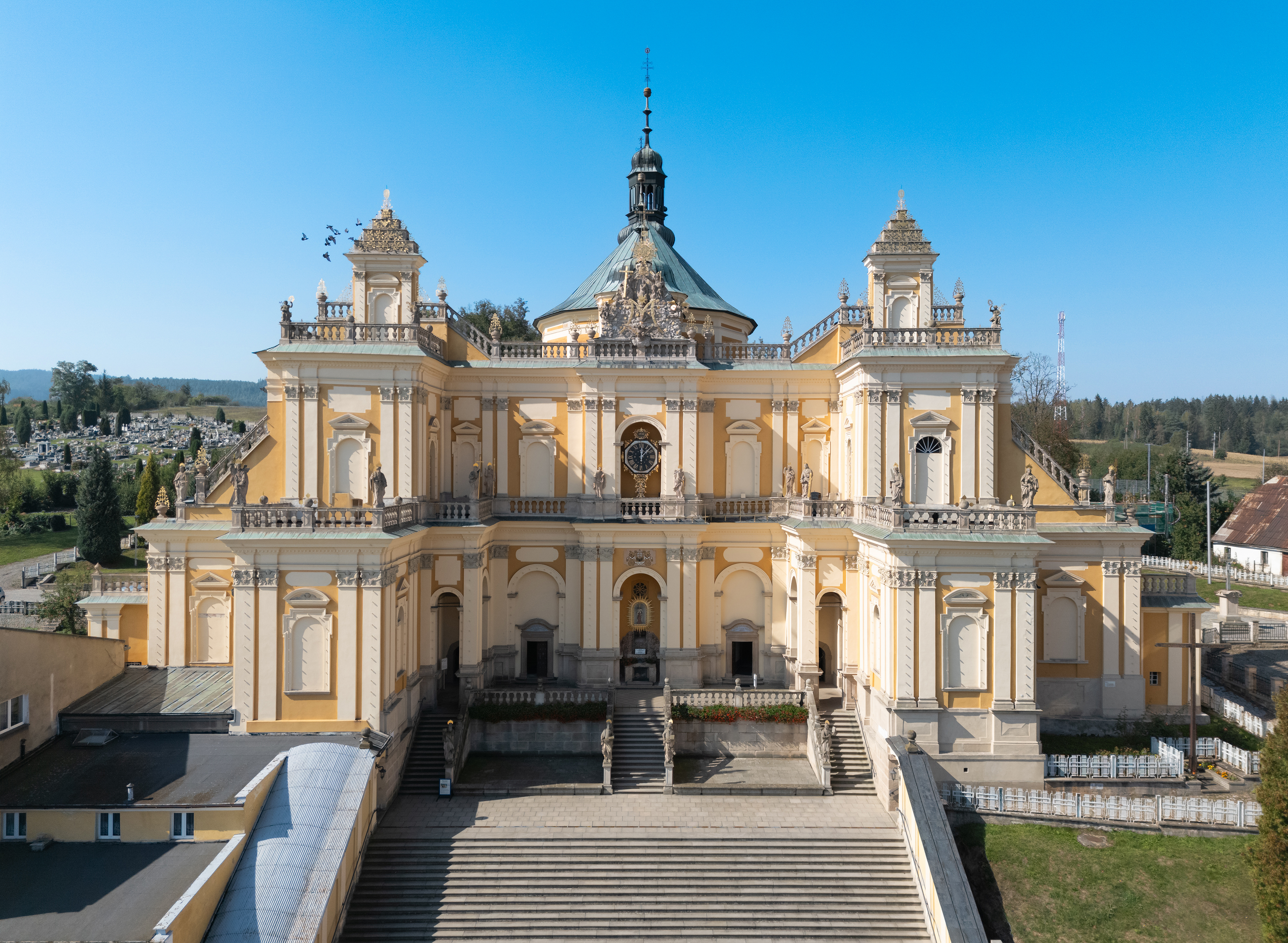
Bazylika – sanktuarium maryjne w Wambierzycach

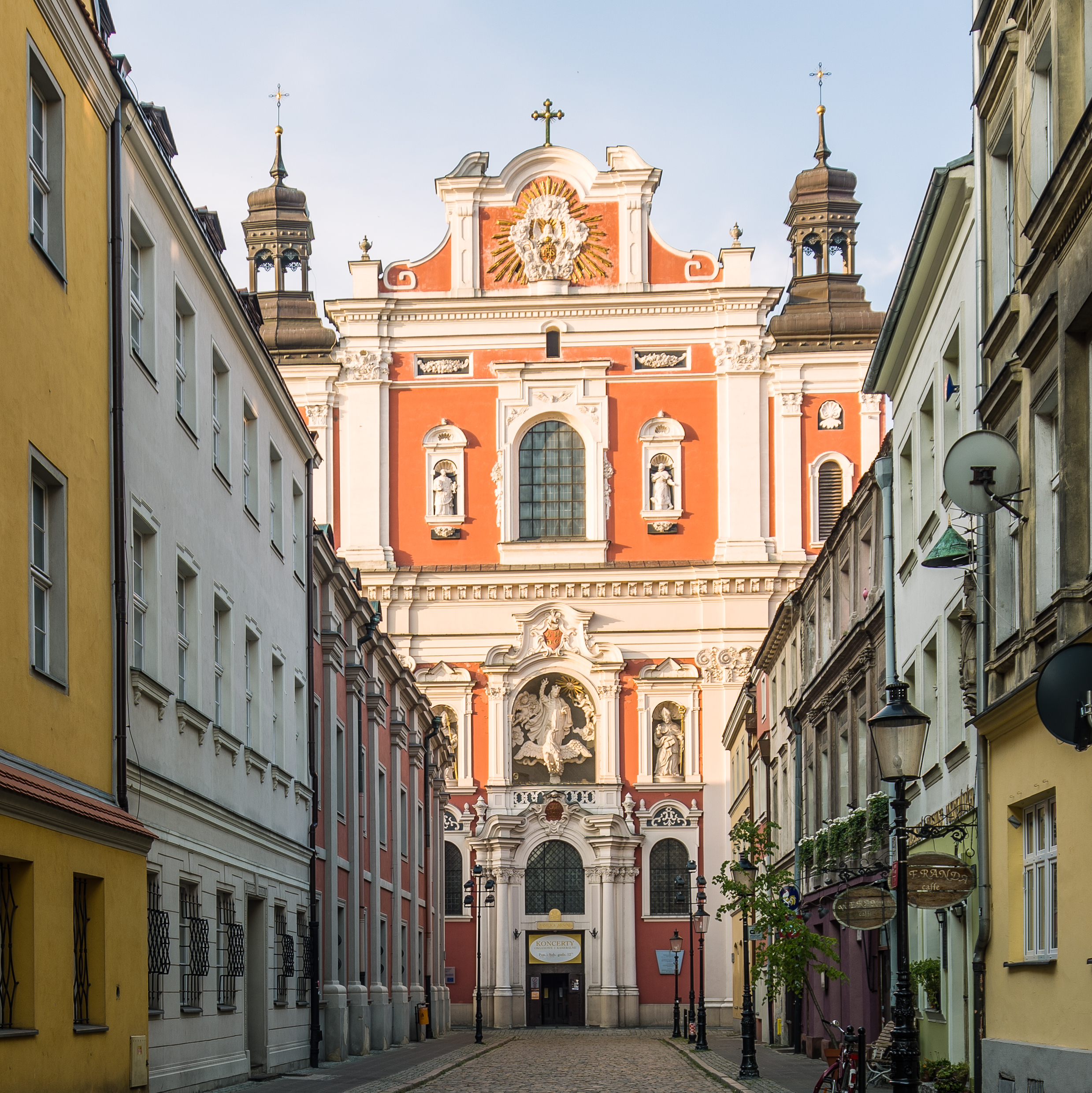
Bazylika farna w Poznaniu

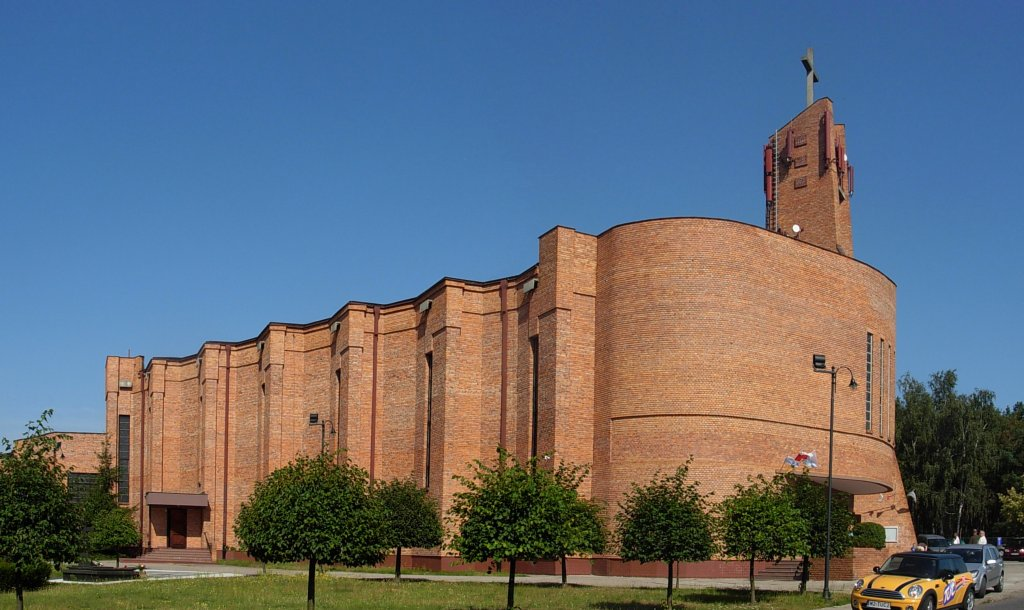
Bazylika – sanktuarium Matki Bożej Królowej Męczenników w Bydgoszczy

1. Bazylika NMP Anielskiej (Sanktuarium maryjne) w Dąbrowie Górniczej (diecezja sosnowiecka), 1901
2. Bazylika Znalezienia Krzyża św. i Narodzenia NMP (Sanktuarium maryjne) w Częstochowie, 1906 (archidiecezja częstochowska)
3. Bazylika św. Franciszka z Asyżu w Krakowie, 1920 (archidiecezja krakowska)
4. Bazylika Najświętszego Serca Jezusowego w Warszawie, 1923 (diecezja warszawsko-praska)
5. Bazylika św. Mikołaja w Gdańsku, 1928 (archidiecezja gdańska)
6. Bazylika Wniebowzięcia NMP (Sanktuarium maryjne) w Starej Wsi (archidiecezja przemyska), 1927
7. Bazylika Zwiastowania NMP w Leżajsku, 1928 (archidiecezja przemyska)
8. Bazylika Nawiedzenia NMP w Wambierzycach, 1936 (diecezja świdnicka)
9. Bazylika św. Bartłomieja Apostoła i św. Jadwigi w Trzebnicy, 1943 (archidiecezja wrocławska)
10. Bazylika św. Trójcy w Krakowie, 1957 (archidiecezja krakowska)
11. Bazylika Najświętszego Serca Pana Jezusa w Krakowie, 1960 (archidiecezja krakowska)
12. Bazylika NMP i św. Bartłomieja w Piekarach Śląskich, 1962 (archidiecezja katowicka)
13. Bazylika Wniebowzięcia NMP (mariacka) w Krakowie, 1963 (archidiecezja krakowska)
14. Bazylika MB Bolesnej (Sanktuarium maryjne) w Jarosławiu (archidiecezja przemyska), 1966
15. Bazylika Zwiastowania NMP (Sanktuarium Matki Boskiej Pocieszenia) w Czerwińsku nad Wisłą (diecezja płocka), 1967
16. Bazylika św. Stanisława Biskupa Męczennika w Lublinie, 1967 (archidiecezja lubelska)
17. Bazylika Wniebowzięcia NMP i św. Michała Archanioła w Trzemesznie, 1969 (archidiecezja gnieźnieńska)
18. Bazylika MB (Sanktuarium maryjne) w Gietrzwałdzie, 1970 (archidiecezja warmińska)
19. Bazylika na Świętej Górze (Sanktuarium maryjne) w Głogówku, 1970 (archidiecezja poznańska)
20. Bazylika św. Krzyża w Krakowie-Mogile, 1970 (archidiecezja krakowska)
21. Bazylika św. Anny (Sanktuarium maryjne) w Kodniu (diecezja siedlecka), 1973
22. Bazylika św. Filipa Neri i św. Jana Chrzciciela (Sanktuarium maryjne) w Studziannie, 1973 (diecezja radomska)
23. Bazylika św. Ludwika Króla i Wniebowzięcia NMP w Katowicach-Panewnikach, 1974 (archidiecezja katowicka)
24. Bazylika MB Anielskiej (Sanktuarium maryjne) w Kalwarii Zebrzydowskiej, 1979 (archidiecezja krakowska)
25. Bazylika św. Anny (Sanktuarium) na Górze św. Anny, 1980 (diecezja opolska)
26. Bazylika Niepokalanej Wszechpośredniczki Łask w Niepokalanowie (archidiecezja warszawska), 1980
27. Bazylika Nawiedzenia NMP (Sanktuarium maryjne) w Świętej Lipce, 1983 (archidiecezja warmińska)
28. Bazylika św. Piotra i św. Pawła (Sanktuarium maryjne) w Leśnej Podlaskiej (diecezja siedlecka), 1984
29. Bazylika Ofiarowania NMP w Różanymstoku (Sanktuarium maryjne), 1987 (archidiecezja białostocka)
30. Bazylika św. Brygidy w Gdańsku, 1991 (archidiecezja gdańska)Bazylika Kolegiacka w Strzegomiu

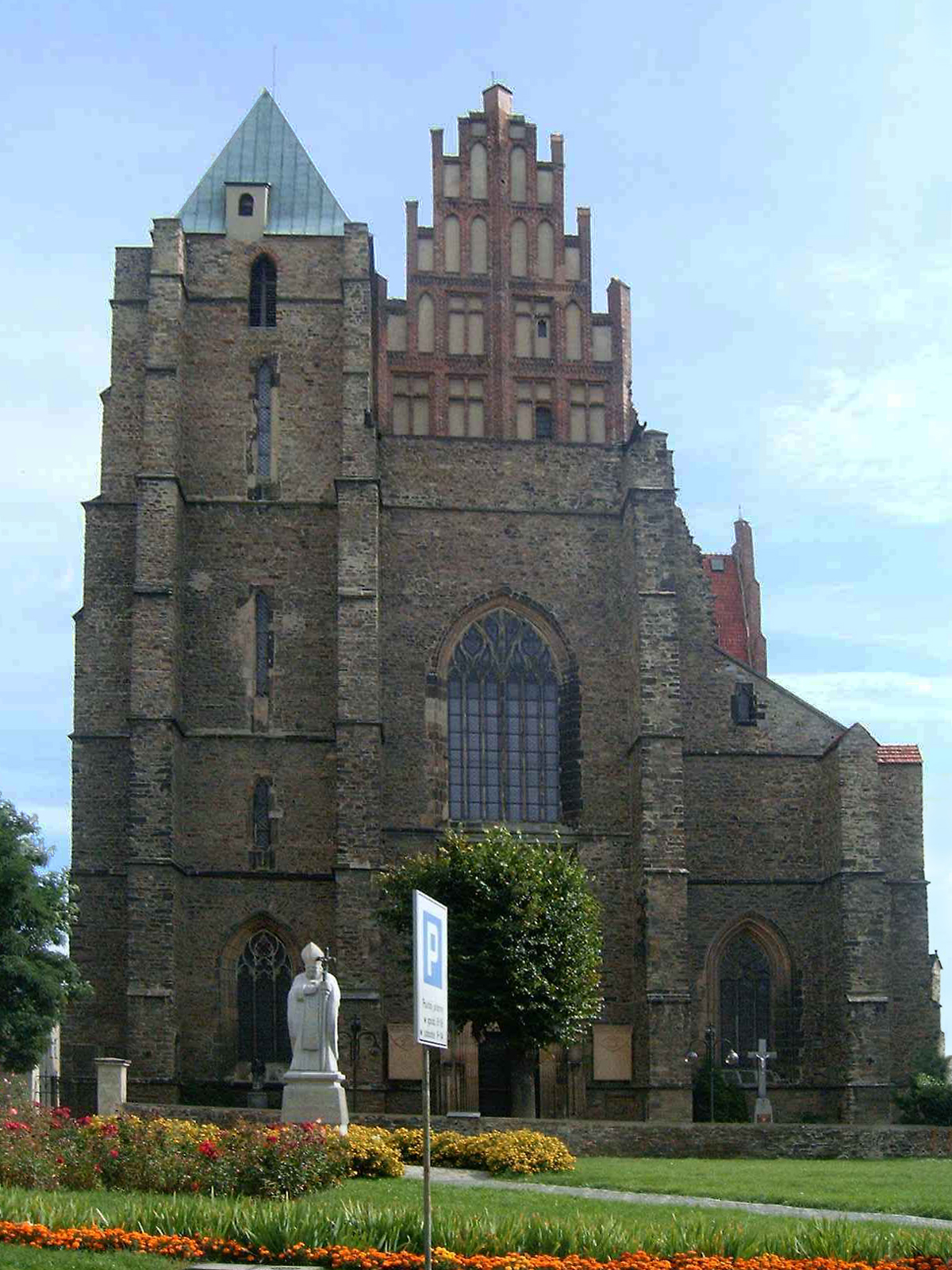
Bazylika Kolegiacka w Strzegomiu

31. Bazylika Matki Pokoju (Sanktuarium) w Stoczku Warmińskim, 1988 (archidiecezja warmińska)
32. Bazylika Ofiarowania NMP w Wadowicach, 1992 (archidiecezja krakowska)
33. Bazylika św. Antoniego Padewskiego w Rybniku, 1993 (archidiecezja katowicka)
34. Bazylika Ścięcia św. Jana Chrzciciela w Chojnicach (diecezja pelplińska), 1993
35. Bazylika Narodzenia NMP i św. Mikołaja w Bielsku Podlaskim (diecezja drohiczyńska), 1996
36. Bazylika Nawiedzenia NMP na Piasku w Krakowie, 1996 (archidiecezja krakowska)
37. Bazylika św. Wincentego à Paulo w Bydgoszczy, 1997 (diecezja bydgoska)
38. Bazylika Narodzenia NMP (Sanktuarium maryjne) w Pszowie, 1997 (archidiecezja katowicka)
39. Bazylika Wniebowzięcia NMP w Gidlach (archidiecezja częstochowska), 1998
40. Bazylika Wniebowzięcia NMP w Krzeszowie, 1998 (diecezja legnicka)
41. Bazylika św. Jana Apostoła w Oleśnicy (archidiecezja wrocławska), 1998
42. Bazylika Najświętszego Serca Pana Jezusa w Augustowie (diecezja ełcka), 2001
43. Bazylika św. Katarzyny Aleksandryjskiej w Braniewie, 2001 (archidiecezja warmińska)
44. Bazylika Wniebowzięcia NMP w Ludźmierzu, 2001 (archidiecezja krakowska)
45. Bazylika św. Wojciecha (Sanktuarium maryjne) w Wąwolnicy, 2001 (archidiecezja lubelska)
46. Bazylika Matki Bożej Rokitniańskiej w Rokitnie, 2002 (diecezja zielonogórsko-gorzowska)
47. Bazylika św. Michała Archanioła i św. Stanisława Biskupa na Skałce w Krakowie, 2003 (archidiecezja krakowska)
48. Bazylika Bożego Miłosierdzia (Sanktuarium Bożego Miłosierdzia) w Krakowie-Łagiewnikach, 2003 (archidiecezja krakowska)
49. Bazylika św. Kazimierza w Radomiu, 2003 (diecezja radomska)
50. Bazylika św. Marii Magdaleny i św. Stanisława w Szczepanowie (diecezja tarnowska), 2003
51. Bazylika MB Wspomożenia Wiernych (Sanktuarium maryjne) w Twardogórze, 2003 (diecezja kaliska)
52. Bazylika św. Elżbiety Węgierskiej we Wrocławiu, 2003 (archidiecezja wrocławska)
53. Bazylika św. Krzyża w Warszawie, 2003 (archidiecezja warszawska)
54. Bazylika św. Apostołów Piotra i Pawła w Strzegomiu, 2004 (diecezja świdnicka)
55. Bazylika Bożego Ciała w Krakowie-Kazimierzu, 2005 (archidiecezja krakowska)
56. Bazylika MB Bolesnej Królowej Polski (Sanktuarium maryjne) w Licheniu, 2005 (diecezja włocławska)
57. Bazylika Najświętszego Serca Pana Jezusa w Dąbrowie Górniczej (diecezja sosnowiecka), 2008
58. Bazylika Imienia Najświętszej Maryi Panny w Inowrocławiu, 2008 (archidiecezja gnieźnieńska)
59. Bazylika św. Anny w Lubartowie, 2008 (archidiecezja lubelska)
60. Bazylika św. Wojciecha w Mikołowie, 2008 (archidiecezja katowicka)
61. Bazylika Wniebowzięcia NMP w Rzeszowie, 2008 (diecezja rzeszowska)
62. Bazylika św. Jana Chrzciciela w Szczecinie, 2008 (archidiecezja szczecińsko-kamieńska)
63. Bazylika św. Jerzego Męczennika i Sanktuarium Męki Pańskiej w Ziębicach, 2008 (archidiecezja wrocławska)
64. Bazylika Wniebowzięcia NMP i Sanktuarium Św. Maksymiliana w Zduńskiej Woli, 2009 (diecezja włocławska)
65. Bazylika Narodzenia Najświętszej Marii Panny i Sanktuarium Pana Jezusa w Więzieniu w Gorlicach, 2009 (diecezja rzeszowska)
66. Bazylika Wniebowzięcia NMP (sanktuarium maryjne) w Rudach, 2009 (diecezja gliwicka)
67. Bazylika Nawiedzenia Najświętszej Maryi Panny w Bardzie, 2009 (diecezja świdnicka)
68. Bazylika św. Jakuba i św. Agnieszki w Nysie, 2009 (diecezja opolska)
69. Bazylika św. Marcina w Pacanowie, 2009 (diecezja kielecka)
70. Bazylika Nawiedzenia Najświętszej Maryi Panny w Tuchowie, 2010 (diecezja tarnowska)
71. Bazylika Trójcy Przenajświętszej w Kobyłce, 2011 (diecezja warszawsko-praska)
72. Bazylika św. Erazma i św. Pankracego w Jeleniej Górze, 2011 (diecezja legnicka)
73. Bazylika Matki Bożej Płaczącej z La Salette w Dębowcu, 2012 (diecezja rzeszowska)
74. Bazylika Trójcy Przenajświętszej i św. Anny w Prostyni, 2012 (diecezja drohiczyńska)
75. Bazylika Wniebowzięcia Najświętszej Maryi Panny w Sokołach, 2012 (diecezja łomżyńska)
76. Bazylika Wniebowzięcia Najświętszej Maryi Panny i św. Mikołaja w Bolesławcu, 2012 (diecezja legnicka)
77. Bazylika św. Katarzyny Aleksandryjskiej w Grybowie, 2013 (diecezja tarnowska)
78. Bazylika Najświętszego Serca Pana Jezusa w Trzebini, 2013 (archidiecezja krakowska)
79. Bazylika Trójcy Świętej na Świętym Krzyżu, 2013 (diecezja sandomierska)
80. Bazylika Matki Boskiej Królowej Męczenników w Bydgoszczy, 2014 (diecezja bydgoska)
81. Bazylika św. Jadwigi w Legnickim Polu, 2014 (diecezja legnicka)
82. Bazylika Matki Bożej Ostrobramskiej w Skarżysku-Kamiennej, 2014 (diecezja radomska)
83. Bazylika NMP Niepokalanie Poczętej (sanktuarium maryjne) w Górce Klasztornej, 2015 (diecezja bydgoska)
84. Bazylika św. Szczepana i Matki Bożej Boguckiej w Katowicach, 2015 (archidiecezja katowicka)
85. Bazylika Matki Bożej Królowej Miłości i Pokoju Pani Kujaw w Markowicach, 2015 (archidiecezja gnieźnieńska)
86. Bazylika św. Antoniego z Padwy w Radecznicy, 2015 (diecezja zamojsko-lubaczowska)
87. Bazylika Nawiedzenia Najświętszej Maryi Panny w Bielsku-Białej, 2016 (diecezja bielsko-żywiecka)
88. Bazylika św. Józefa w Poznaniu, 2017 (archidiecezja poznańska)
89. Bazylika Matki Bożej Rychwałdzkiej w Rychwałdzie, 2017 (diecezja bielsko-żywiecka)
90. Bazylika św. Rocha w Białymstoku, 2018 (archidiecezja białostocka)
91. Bazylika św. Jana Chrzciciela w Krotoszynie, 2019 (diecezja kaliska)
92. Bazylika Matki Bożej Bolesnej w Skrzatuszu, 2019 (diecezja koszalińsko-kołobrzeska)
93. Bazylika św. Jakuba Apostoła w Piotrkowie Trybunalskim, 2019 (archidiecezja łódzka)
94. Bazylika Znalezienia Krzyża Świętego w Kalwarii Pacławskiej, 2020 (archidiecezja przemyska)

## Bazyliki mniejsze na świecie

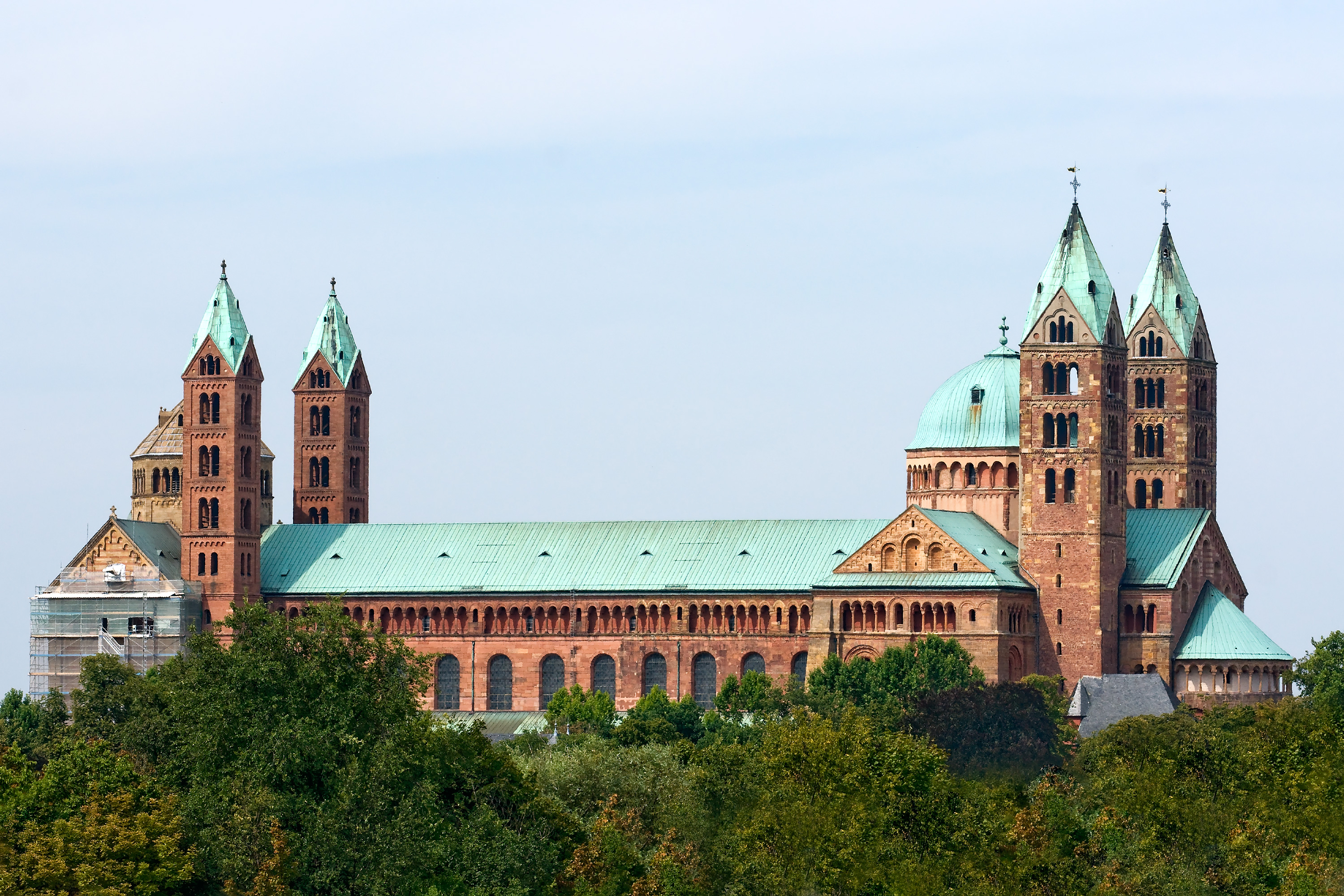
Bazylika katedralna w Spirze

1. Bazylika archikatedralna Wniebowzięcia Najświętszej Maryi Panny we Lwowie
2. Bazylika archikatedralna św. Stanisława Biskupa i św. Władysława w Wilnie
3. Bazylika archikatedralna Świętych Apostołów Piotra i Pawła w Kownie
4. Bazylika katedralna św. Franciszka Ksawerego w Grodnie
5. Bazylika katedralna Wniebowzięcia Najświętszej Maryi Panny w Pińsku
6. Bazylika katedralna w Spirze
7. Bazylika Wniebowzięcia Najświętszej Maryi Panny w Budsławiu
8. Bazylika Wniebowzięcia Najświętszej Maryi Panny w Agłonie
9. Bazylika Narodzenia Najświętszej Maryi Panny w Szydłowie
10. Bazylika Zwiastowania Pańskiego w Nazarecie
11. Bazylika Narodzenia Pańskiego w Betlejem
12. Bazylika Konania w Jerozolimie
13. Bazylika Grobu Świętego w Jerozolimie
14. Bazylika św. Szczepana w Jerozolimie
15. Bazylika Najświętszej Maryi Panny w Șumuleu Ciuc
16. Bazylika Wniebowzięcia Najświętszej Maryi Panny w Svetej Gorze
17. Bazylika św. Anny w Jerozolimie
18. Bazylika św. Mikołaja w Bari
19. Bazylika Sagrada Familia w Barcelonie
20. Bazylika św. Heleny w Birkirkarze
21. Bazylika Nawiedzenia Najświętszej Maryi Panny w Għarb
22. Bazylika św. Piotra i św. Pawła w Nadur
23. Bazylika Narodzenia Najświętszej Maryi Panny w Senglei
24. Bazylika i sanktuarium Ta’ Pinu
25. Bazylika Matki Bożej Bezpiecznej Przystani i św. Dominika w Valletcie
26. Bazylika Matki Bożej z Góry Karmel w Valletcie
27. Bazylika Narodzenia Najświętszej Maryi Panny w Xagħra